# 黄伯荣
黄伯荣（1922年7月—2013年5月12日）广东阳江人。中华人民共和国语言学家。

## 生平
1951年，黄伯荣自中山大学语言学系研究生毕业，留校任教。1954年，由于高等院校专业合并，黄伯荣调入北京大学中文系担任讲师。1958年到1987年，为了响应支援西北的号召，黄伯荣历任西北师范大学中文系、兰州大学中文系讲师、副教授、教授，成为中国西北地区现代汉语学科的奠基者。在文化大革命期间，黄伯荣遭到迫害，多次裸露膝盖跪在板凳上，导致双膝化脓。但在平反时，他宽容了迫害他的造反派。1987年后，黄伯荣出任青岛大学中文系教授、汉语教研室和语言研究室主任，并兼任山东省语言学会副会长，青岛市语言学会会长、名誉会长，中国语文现代化学会顾问，全国高师现代汉语教学研究会顾问，山东省第六届政协委员。晚年，黄伯荣是中山大学中文系兼职教授。黄伯荣还曾任中国语言学学会理事、中国修辞学会顾问。1993年起，黄伯荣享受中华人民共和国国务院的政府特殊津贴。
2013年5月12日，黄伯荣病逝，享年91岁。

## 著作
黄伯荣的主要著作有：《祖国的文字》（1954年）、《北京语音学习》、《陈述句、疑问句、祈使句、感叹句》、《句子的分析和辨认》（1963年）、《汉语方言语法类编》（1996年）、《汉语方言语法调查手册》（合著，2001年）、《广州人怎样学习普通话》（1957年）等。
黄伯荣的主要论文有《划分词类问题的考察》（语言学论丛第一辑）、《框架核心分析法》（1999年）、《广州话和普通话的语音比较》（方言与普通话集刊，1集，1958年）、《阳江话"入声非声"实验报告》（甘肃师大学报，1960:1）、《阳江音系》（亚非语言数理研究，26，1986，东京）、《广州话补语宾语的词序》（中国语文，1959:6）、《谈谈阳江语法的两个特点》（语文知识，1955:3；方言与普通话集刊，1集，1958年）、《广东阳江话物量词的语法特点》（中国语文，1959:3）、《广东阳江的形容词》（语言文字学术论文集──庆祝王力先生学术活动五十周年，1989年）、《阳江话动词的动态》（第二届国际粤方言研讨会论文集，1990年）等。 
黄伯荣、廖序东主编的《现代汉语》统编教材，获教育部全国优秀教材二等奖，1999年被推为文科重点教材。 1978年该教材出版。2012年出版第八版。